# Anacamptodes tethe
Anacamptodes tethe là một loài bướm đêm trong họ Geometridae.